# Internationella sjöfartsorganisationen

International Maritime Organizations flagga

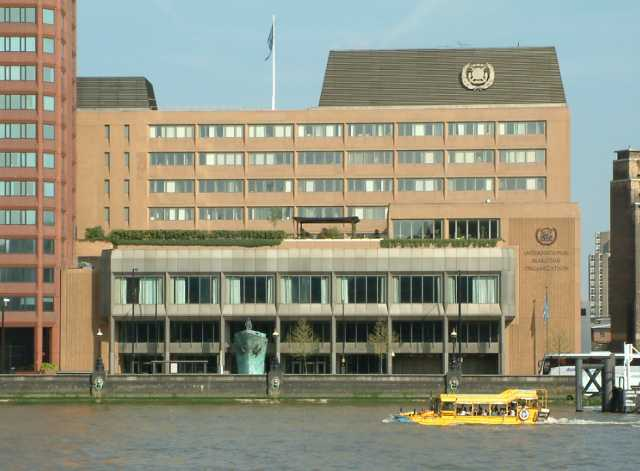
International Maritime Organizations byggnad i London

Internationella sjöfartsorganisationen (engelska International Maritime Organization, IMO) är en mellanstatlig rådgivande sjöfartsorganisation med säte i London. IMO sorterar under Förenta nationerna och utgör internationell sjöfartsmyndighet. Organisationen grundades formellt i Genève 1948 men påbörjade inte sin egentliga verksamhet förrän vid sitt första sammanträde i januari 1959. 1982 flyttades dess säte till London. För närvarande (2024) är 176 länder anslutna till organisationen.
IMO består av en församling, ett råd och fem kommittéer: Maritime Safety Committee (MSC), Marine Environment Protection Committee (MEPC), Legal Committee, Technical Co-operation Committee och Facilitation Committee. Det finns underkommittéer som stoder arbetet av MSC och MEPC.
1983 etablerades dess World Maritime University i Malmö för forskning och utbildning av sjöfartsansvarig personal från utvecklingsländer.